# ديف هال (سياسي)
ديف هال هو سياسي أمريكي، ولد في 1906 في مياميسبيرغ في الولايات المتحدة، وتوفي في 1977 في دايتون في الولايات المتحدة. نشط حزبياً في الحزب الجمهوري.